# Anthocharis lanceolata
Anthocharis lanceolata is een vlindersoort uit de familie van de Pieridae (witjes), onderfamilie Pierinae.
De soort komt voor in het westen van Noord-Amerika.
Anthocharis lanceolata werd in 1852 beschreven door Lucas.